# Destiny Tour
Tournées par The Jacksons
Goin' Places Tour
(1978) Triumph Tour
(1981)
Destiny Tour est une tournée mondiale de 127 concerts du groupe The Jacksons qui a commencé le 22 janvier 1979 à Brême et s'est terminée le 26 septembre 1980 à Inglewood.

## Chronologie
La tournée a commencé le 22 janvier 1979 à Brême peu de temps après la sortie de Destiny. Elle a été effectuée sur trois continents et passa notamment par le Sénégal, elle fut plusieurs fois en tête d'affiche en Grande-Bretagne avant d'entamer un passage dans 80 villes des États-Unis et de terminer à Inglewood. Pendant la tournée, Michael sort son album Off the Wall, obligeant ses frères à réorganiser leur spectacle. Les Jacksons ont notamment joué au Valley Forge Music Fair de Philadelphie pour 3 000 spectateurs puis sont revenus dans le cadre de la deuxième où ils ont joué au Spectrum de Philadelphie devant cette fois-ci 16 000 spectateurs.

## Faits divers
- Le concert de Londres a été filmé par la chaîne BBC.
- Le concert donné à Washington a également été filmé, et a été ensuite utilisé pour créer une publicité promotionnelle pour les autres concerts. Le court-métrage a été également utilisé en 1984 dans le cadre d'une émission spéciale sur la chaîne américaine ABC avec Michael Jackson.
- Dans la deuxième partie de la tournée, d'autres chansons apparaissent comme Don't Stop 'Til You Get Enough de l'album Off the Wall de Michael Jackson qui a eu un succès notable.

## Programme
| 1. Dancing Machine 2. Things I Do For You 3. Ben 4. Keep on Dancing 5. Jackson 5 Medley : - I Want You Back - ABC - The Love You Save 6. I'll Be There 7. Enjoy Yourself 8. Destiny 9. Show You the Way to Go 10. All Night Dancin 11. Blame It on the Boogie | 1. Dancing Machine 2. Things I Do For You 3. Get It Together 4. Off the Wall 5. Ben 6. Keep on Dancing 7. I Wanna Be Where You Are 8. Jackson 5 Medley : - I Want You Back - ABC - The Love You Save 9. I'll Be There 10. Enjoy Yourself 11. Blame It on the Boogie 12. Don't Stop 'Til You Get Enough 13. Shake Your Body (Down to the Ground) |

## Liste des concerts
| Première Partie (1979)      |                   |                       |                |                                       |
| Europe                      |                   |                       |                |                                       |
| 1                           | 22 janvier 1979   | Brême                 | Allemagne      | Musical Theater Bremen                |
| 2                           | 24 janvier 1979   | Brême                 | Allemagne      | Musical Theater Bremen                |
| 3                           | 26 janvier 1979   | Brême                 | Allemagne      | Musical Theater Bremen                |
| 4                           | 27 janvier 1979   | Francfort-sur-le-Main | Allemagne      | Jahrhunderthalle                      |
| 5                           | 28 janvier 1979   | Madrid                | Espagne        | Teatro Monumental                     |
| 6                           | 29 janvier 1979   | Madrid                | Espagne        | Teatro Monumental                     |
| 7                           | 30 janvier 1979   | Madrid                | Espagne        | Teatro Monumental                     |
| 8                           | 31 janvier 1979   | Groningue             | Pays-Bas       | MartiniPlaza                          |
| 9                           | 1er février 1979  | Amsterdam             | Pays-Bas       | Théâtre royal Carré                   |
| 10                          | 2 février 1979    | Amsterdam             | Pays-Bas       | Théâtre royal Carré                   |
| 11                          | 6 février 1979    | Londres               | Royaume-Uni    | Rainbow Theatre                       |
| 12                          | 7 février 1979    | Londres               | Royaume-Uni    | Rainbow Theatre                       |
| 13                          | 8 février 1979    | Londres               | Royaume-Uni    | Rainbow Theatre                       |
| 14                          | 9 février 1979    | Londres               | Royaume-Uni    | Rainbow Theatre                       |
| 15                          | 10 février 1979   | Brighton              | Royaume-Uni    | Brighton Centre                       |
| 16                          | 11 février 1979   | Preston               | Royaume-Uni    | Preston Guild Hall                    |
| 17                          | 12 février 1979   | Wakefield             | Royaume-Uni    | Theatre Royal                         |
| 18                          | 13 février 1979   | Sheffield             | Royaume-Uni    | Fiesta Nightclub                      |
| 19                          | 15 février 1979   | Genève                | Suisse         | Victoria Hall                         |
| 20                          | 16 février 1979   | Glasgow               | Royaume-Uni    | The Apollo                            |
| 21                          | 17 février 1979   | Manchester            | Royaume-Uni    | Manchester Apollo                     |
| 22                          | 18 février 1979   | Birmingham            | Royaume-Uni    | Bingley Hall                          |
| 23                          | 19 février 1979   | Leeds                 | Royaume-Uni    | Queens Hall                           |
| 24                          | 20 février 1979   | Leicester             | Royaume-Uni    | De Montfort Hall                      |
| 25                          | 21 février 1979   | Cardiff               | Royaume-Uni    | Sophia Gardens Pavilion               |
| 26                          | 23 février 1979   | Londres               | Royaume-Uni    | Rainbow Theatre                       |
| 27                          | 24 février 1979   | Londres               | Royaume-Uni    | Rainbow Theatre                       |
| 28                          | 25 février 1979   | Bournemouth           | Royaume-Uni    | Pavilion Theatre                      |
| 29                          | 26 février 1979   | Amsterdam             | Pays-Bas       | Théâtre royal Carré                   |
| 30                          | 29 février 1979   | Avignon               | France         | Théâtre des Carmes                    |
| 31                          | 2 mars 1979       | Paris                 | France         | Le Palace                             |
| Deuxième Partie (1979/1980) |                   |                       |                |                                       |
| Afrique                     |                   |                       |                |                                       |
| 32                          | 6 mars 1979       | Johannesburg          | Afrique du Sud | Orlando Stadium                       |
| 33                          | 7 mars 1979       | Johannesburg          | Afrique du Sud | Orlando Stadium                       |
| 34                          | 8 mars 1979       | Johannesburg          | Afrique du Sud | Orlando Stadium                       |
| 35                          | 9 mars 1979       | Johannesburg          | Afrique du Sud | Orlando Stadium                       |
| 36                          | 10 mars 1979      | Johannesburg          | Afrique du Sud | Orlando Stadium                       |
| 37                          | 12 mars 1979      | Dakar                 | Sénégal        | Stade Léopold-Sédar-Senghor           |
| 38                          | 13 mars 1979      | Dakar                 | Sénégal        | Stade Léopold-Sédar-Senghor           |
| 39                          | 14 mars 1979      | Dakar                 | Sénégal        | Stade Léopold-Sédar-Senghor           |
| 40                          | 16 mars 1979      | Cape Town             | Afrique du Sud | Green Point Stadium                   |
| 41                          | 17 mars 1979      | Cape Town             | Afrique du Sud | Green Point Stadium                   |
| 42                          | 19 mars 1979      | Johannesburg          | Afrique du Sud | Orlando Stadium                       |
| 43                          | 20 mars 1979      | Johannesburg          | Afrique du Sud | Orlando Stadium                       |
| 44                          | 21 mars 1979      | Johannesburg          | Afrique du Sud | Orlando Stadium                       |
| Amérique du Nord            |                   |                       |                |                                       |
| 45                          | 14 avril 1979     | Cleveland             | États-Unis     | Music Hall                            |
| 46                          | 15 avril 1979     | Cleveland             | États-Unis     | Music Hall                            |
| 47                          | 19 avril 1979     | Devon                 | États-Unis     | Valley Forge Music Fair               |
| 48                          | 22 avril 1979     | Devon                 | États-Unis     | Valley Forge Music Fair               |
| 49                          | 25 avril 1979     | Chicago               | États-Unis     | Arie Crown Theater                    |
| 50                          | 26 avril 1979     | Chicago               | États-Unis     | Arie Crown Theater                    |
| 51                          | 27 avril 1979     | Chicago               | États-Unis     | Arie Crown Theater                    |
| 52                          | 29 avril 1979     | Chicago               | États-Unis     | Arie Crown Theater                    |
| 53                          | 3 mai 1979        | St. Petersburg        | États-Unis     | Bayfront Center                       |
| 54                          | 6 mai 1979        | Jacksonville          | États-Unis     | Jacksonville Veterans                 |
| 55                          | 10 mai 1979       | Houston               | États-Unis     | Houston Music Hall                    |
| 56                          | 12 mai 1979       | Houston               | États-Unis     | Houston Music Hall                    |
| 57                          | 16 mai 1979       | Birmingham            | États-Unis     | Municipal Auditorium                  |
| 58                          | 17 mai 1979       | Columbus              | États-Unis     | Municipal Auditorium                  |
| 59                          | 18 mai 1979       | Nashville             | États-Unis     | War Memorial Auditorium               |
| 60                          | 19 mai 1979       | Atlanta               | États-Unis     | Atlanta Civic Center                  |
| 61                          | 20 mai 1979       | Memphis               | États-Unis     | Orpheum Theatre                       |
| 62                          | 24 mai 1979       | Pine Bluff            | États-Unis     | Saenger Theatre                       |
| 63                          | 26 mai 1979       | Kansas City           | États-Unis     | Municipal Auditorium                  |
| 64                          | 27 mai 1979       | Oklahoma City         | États-Unis     | Oklahoma State Fair Arena             |
| 65                          | 30 mai 1979       | Shreveport            | États-Unis     | Shreveport Municipal Memorial         |
| 66                          | 1er juin 1979     | Norfolk               | États-Unis     | Chrysler Hall                         |
| 67                          | 3 juin 1979       | Columbia              | États-Unis     | Township Auditorium                   |
| 68                          | 8 juin 1979       | Charlotte             | États-Unis     | Belk Gymnasium                        |
| 69                          | 9 juin 1979       | Washington            | États-Unis     | Warner Theatre                        |
| 70                          | 10 juin 1979      | Greensboro            | États-Unis     | Greensboro Coliseum                   |
| 71                          | 2 octobre 1979    | La Nouvelle-Orléans   | États-Unis     | Municipal Auditorium                  |
| 72                          | 3 octobre 1979    | La Nouvelle-Orléans   | États-Unis     | Municipal Auditorium                  |
| 73                          | 4 octobre 1979    | Shreveport            | États-Unis     | Hirsch Memorial Coliseum              |
| 74                          | 5 octobre 1979    | Mobile                | États-Unis     | Municipal Auditorium                  |
| 75                          | 6 octobre 1979    | Huntsville            | États-Unis     | Von Braun Civic Center                |
| 76                          | 7 octobre 1979    | Louisville            | États-Unis     | Louisville Gardens                    |
| 77                          | 12 octobre 1979   | Philadelphie          | États-Unis     | Spectrum                              |
| 78                          | 13 octobre 1979   | Rochester             | États-Unis     | Rochester Community War Memorial      |
| 79                          | 14 octobre 1979   | Pittsburgh            | États-Unis     | Civic Arena                           |
| 80                          | 15 octobre 1979   | Saginaw               | États-Unis     | Saginaw Civic Center                  |
| 81                          | 19 octobre 1979   | Indianapolis          | États-Unis     | Market Square Arena                   |
| 82                          | 20 octobre 1979   | Saint-Louis           | États-Unis     | Kiel Auditorium                       |
| 83                          | 21 octobre 1979   | Dayton                | États-Unis     | UD Arena                              |
| 84                          | 25 octobre 1979   | Columbus              | États-Unis     | Ohio Expo Center Coliseum             |
| 85                          | 26 octobre 1979   | Syracuse              | États-Unis     | War Memorial at Oncenter              |
| 86                          | 27 octobre 1979   | Buffalo               | États-Unis     | Buffalo Memorial Auditorium           |
| 87                          | 28 octobre 1979   | Springfield           | États-Unis     | MassMutual Center                     |
| 88                          | 1er novembre 1979 | Kalamazoo             | États-Unis     | Wings Stadium                         |
| 89                          | 2 novembre 1979   | Chicago               | États-Unis     | Chicago Stadium                       |
| 90                          | 3 novembre 1979   | Cleveland             | États-Unis     | Public Auditorium                     |
| 91                          | 4 novembre 1979   | Détroit               | États-Unis     | Cobo Arena                            |
| 92                          | 5 novembre 1979   | Détroit               | États-Unis     | Cobo Arena                            |
| 93                          | 6 novembre 1979   | Baltimore             | États-Unis     | Baltimore Civic Center                |
| 94                          | 8 novembre 1979   | Richmond              | États-Unis     | Richmond Coliseum                     |
| 95                          | 9 novembre 1979   | Uniondale             | États-Unis     | Nassau Veterans Memorial Coliseum     |
| 96                          | 10 novembre 1979  | Hampton               | États-Unis     | Hampton Coliseum                      |
| 97                          | 11 novembre 1979  | Fayetteville          | États-Unis     | Cumberland County Memorial Auditorium |
| 98                          | 14 novembre 1979  | Fort Worth            | États-Unis     | Tarrant County Convention Center      |
| 99                          | 15 novembre 1979  | Baton Rouge           | États-Unis     | Riverside Arena                       |
| 100                         | 16 novembre 1979  | Jackson               | États-Unis     | Mississippi Coliseum                  |
| 101                         | 17 novembre 1979  | Lake Charles          | États-Unis     | Burton Coliseum                       |
| 102                         | 18 novembre 1979  | Houston               | États-Unis     | The Summit                            |
| 103                         | 19 novembre 1979  | Houston               | États-Unis     | The Summit                            |
| 104                         | 20 novembre 1979  | Columbus              | États-Unis     | Municipal Auditorium                  |
| 105                         | 21 novembre 1979  | Greenville            | États-Unis     | Greenville Memorial Auditorium        |
| 106                         | 22 novembre 1979  | Savannah              | États-Unis     | Savannah Civic Center                 |
| 107                         | 23 novembre 1979  | Macon                 | États-Unis     | Macon Coliseum                        |
| 108                         | 24 novembre 1979  | Nashville             | États-Unis     | Nashville Municipal Auditorium        |
| 109                         | 25 novembre 1979  | Atlanta               | États-Unis     | Omni Coliseum                         |
| 110                         | 29 novembre 1979  | Albuquerque           | États-Unis     | Tingley Coliseum                      |
| 111                         | 30 novembre 1979  | Denver                | États-Unis     | McNichols Sports Arena                |
| 112                         | 2 décembre 1979   | Honolulu              | États-Unis     | Honolulu International Center Arena   |
| 113                         | 6 décembre 1979   | Portland              | États-Unis     | Veterans Memorial Coliseum            |
| 114                         | 8 décembre 1979   | Seattle               | États-Unis     | Seattle Center Coliseum               |
| 115                         | 9 décembre 1979   | Vancouver             | Canada         | Pacific Coliseum                      |
| 116                         | 13 décembre 1979  | San Bernardino        | États-Unis     | Swing Auditorium                      |
| 117                         | 14 décembre 1979  | Phoenix               | États-Unis     | Arizona Veterans Memorial Coliseum    |
| 118                         | 15 décembre 1979  | San Diego             | États-Unis     | San Diego Sports Arena                |
| 119                         | 16 décembre 1979  | Oakland               | États-Unis     | Oracle Arena                          |
| 120                         | 18 décembre 1979  | Inglewood             | États-Unis     | The Forum                             |
| 121                         | 21 décembre 1979  | Nassau                | Bahamas        | Haynes Oval                           |
| 122                         | 5 septembre 1980  | Honolulu              | États-Unis     | Honolulu International Center Arena   |
| 123                         | 17 septembre 1980 | Inglewood             | États-Unis     | The Forum                             |
| 124                         | 18 septembre 1980 | Inglewood             | États-Unis     | The Forum                             |
| 125                         | 19 septembre 1980 | Inglewood             | États-Unis     | The Forum                             |
| 126                         | 25 septembre 1980 | Inglewood             | États-Unis     | The Forum                             |
| 127                         | 26 septembre 1980 | Inglewood             | États-Unis     | The Forum                             |

## Équipe musicale

### Artistes principaux
- Michael Jackson : chanteur, danseur
- Jackie Jackson : chanteur, danseur, percussionniste
- Tito Jackson :  chanteur, danseur, guitariste
- Marlon Jackson : chanteur, danseur, percussionniste
- Randy Jackson : chanteur, danseur, percussionniste, pianiste, clavieriste

### Groupe
- Directeur musicale : The Jacksons
- Basse : Michael McKinney
- Guitare supplémentaires : Bud Rizzo
- Claviers : James Macfield
- Batterie : Tony Lewis / Jonathan Moffett

## Note et référence
1. ↑  « The Jacksons, Famed Brothers Are No Longer Little Boys - Ebony, septembre 1979 », sur onmjfootsteps.com, 2 septembre 2013